# John Lyng
John Daniel Fürstenberg Lyng (1905-1978) fue un político noruego del Partido Conservador. Ejerció el cargo de primer ministro entre el 28 de agosto y el 25 de septiembre de 1963, en una coalición entre los partidos Conservador, de Centro, Demócrata Cristiano, y Liberal.
Su corto gobierno como primer ministro se inició cuando dos diputados socialistas votaron favorables a una moción de censura contra el gabinete de Einar Gerhardsen, moción que fue aprobada con 76 votos a 74. El voto de los socialistas fue meramente una protesta después de una serie de accidentes en minas en el pueblo de Ny Ålesund. Sin embargo, esto llevó a la renuncia del primer ministro Gerhardsen.
El gobierno Lyng duró menos de un mes, pero probó que los partidos no-socialistas podrían formar una coalición y, en la elección siguiente, en 1965, una coalición de centro-derecha asumió, teniendo Per Borten cómo primer-ministro y John Lyng como ministro de Relaciones Exteriores, cargo que ocupó hasta 1970.
| Predecesor: Einar Gerhardsen | Primer ministro de Noruega 1963 | Sucesor: Einar Gerhardsen |

- Datos: Q337301
- Multimedia: John Lyng / Q337301